# Ceca hitovi 1 (2000)
Ceca hitovi 1 je peta glasbena kompilacija srbske pop-folk pevke Svetlane Ražnatović - Cece, ki je leta 2000 izšla v beograjski založbeni hiši Hi-Fi centar. 
To je obenem tudi prva od petih kompilacij, kolikor jih je v zadnjih nekaj let objavila omenjena založbena hiša: Ceca hitovi 1, Ceca hitovi 2, Ceca hitovi 3, Ceca balade in Ceca hitovi.
Na kompilaciji so uspešnice z albumov, ki jih je pevka izdala v obdobju med leti 1988 in 1999.
V letih 2009 in 2012 sta bili objavljeni novi (skrajšani) različici kompilacije.

## Seznam skladb
| CD različica (2000) | CD različica (2000)                     | CD različica (2000)              | CD različica (2000)       | CD različica (2000) |
| Št.                 | Naslov                                  | Pisec                            | Album                     | Dolžina             |
| ------------------- | --------------------------------------- | -------------------------------- | ------------------------- | ------------------- |
| 1.                  | „Isuse‟                                 | O. Mandić, M. Tucaković          | Emotivna luda             | 3:20                |
| 2.                  | „Beograd‟                               | A. Radulović, Tradicional        | Fatalna ljubav            | 3:40                |
| 3.                  | „Drugarice, prokletnice‟                | D. Ivanković                     | Ceca (glasbeni album)     | 3:43                |
| 4.                  | „To, Miki‟                              | D. Ivanković                     | Ceca (glasbeni album)     | 4:30                |
| 5.                  | „Znam‟                                  | Leo, Đokaj, Knez, Lj. Jovović    | Fatalna ljubav            | 3:18                |
| 6.                  | „Fatalna ljubav‟                        | A. Radulović, M. Tucaković       | Fatalna ljubav            | 3:38                |
| 7.                  | „Zaboravi‟                              | S. Veličković                    | Šta je to u tvojim venama | 4:17                |
| 8.                  | „Popij me kao lek‟                      | A. Radulović, M. Tucaković       | Šta je to u tvojim venama | 3:29                |
| 9.                  | „Volim te...‟                           | D. Ivanković, I. Tadić           | Babaroga                  | 4:00                |
| 10.                 | „Hej, vršnjaci‟                         | D. Ivanković, M. Bukovčić Trišić | Babaroga                  | 3:35                |
| 11.                 | „Šta je to u tvojim venama‟             | A. Radulović, M. Tucaković       | Šta je to u tvojim venama | 3:20                |
| 12.                 | „Volela sam te...‟                      | M. Vukašinović                   | Ja još spavam             | 3:45                |
| 13.                 | „Babaroga‟                              | D. Ivanković                     | Babaroga                  | 4:39                |
| 14.                 | „Drugarice (duet Luna)‟                 | Č. Čvorak, M. Tucaković          | Ceca 2000                 | 3:58                |
| 15.                 | „Ne računaj na mene (duet Mira Škorić)‟ | A. Radulović, M. Tucaković       | Ja još spavam             | 3:10                |
| 16.                 | „Cvetak zanovetak‟                      | D. Ivanković, B. Majdanac        | Cvetak zanovetak          | 3:27                |
| 17.                 | „Ja još spavam u tvojoj majici‟         | Tradicional Grčka                | Ja još spavam             | 3:40                |
| 18.                 | „Neodoljiv-neumoljiv‟                   | A. Milić, M. Tucaković           | Emotivna luda             | 2:44                |
| 19.                 | „Neću da budem ko mašina‟               | A. Milić, M. Tucaković           | Ja još spavam             | 3:10                |
| 20.                 | „Ustani, budi se‟                       | A. Milić, M. Tucaković           | Kukavica (glasbeni album) | 3:04                |
| Skupna dolžina:     | Skupna dolžina:                         | Skupna dolžina:                  | Skupna dolžina:           | 73:00               |

| MC različica (2000) | MC različica (2000)                     | MC različica (2000)              | MC različica (2000)       | MC različica (2000) |
| Št.                 | Naslov                                  | Pisec                            | Album                     | Dolžina             |
| ------------------- | --------------------------------------- | -------------------------------- | ------------------------- | ------------------- |
| 1.                  | „Isuse‟                                 | O. Mandić, M. Tucaković          | Emotivna luda             | 3:20                |
| 2.                  | „Beograd‟                               | A. Radulović, Tradicional        | Fatalna ljubav            | 3:40                |
| 3.                  | „Drugarice, prokletnice‟                | D. Ivanković                     | Ceca (glasbeni album)     | 3:43                |
| 4.                  | „To, Miki‟                              | D. Ivanković                     | Ceca (glasbeni album)     | 4:30                |
| 5.                  | „Znam‟                                  | Leo, Đokaj, Knez, Lj. Jovović    | Fatalna ljubav            | 3:18                |
| 6.                  | „Fatalna ljubav‟                        | A. Radulović, M. Tucaković       | Fatalna ljubav            | 3:38                |
| 7.                  | „Zaboravi‟                              | S. Veličković                    | Šta je to u tvojim venama | 4:17                |
| 8.                  | „Popij me kao lek‟                      | A. Radulović, M. Tucaković       | Šta je to u tvojim venama | 3:29                |
| 9.                  | „Volim te...‟                           | D. Ivanković, I. Tadić           | Babaroga                  | 4:00                |
| 10.                 | „Hej, vršnjaci‟                         | D. Ivanković, M. Bukovčić Trišić | Babaroga                  | 3:35                |
| 11.                 | „Šta je to u tvojim venama‟             | A. Radulović, M. Tucaković       | Šta je to u tvojim venama | 3:20                |
| 12.                 | „Volela sam te...‟                      | M. Vukašinović                   | Ja još spavam             | 3:45                |
| 13.                 | „Babaroga‟                              | D. Ivanković                     | Babaroga                  | 4:39                |
| 14.                 | „Drugarice (duet Luna)‟                 | Č. Čvorak, M. Tucaković          | Ceca 2000                 | 3:58                |
| 15.                 | „Ne računaj na mene (duet Mira Škorić)‟ | A. Radulović, M. Tucaković       | Ja još spavam             | 3:10                |
| 16.                 | „Cvetak zanovetak‟                      | D. Ivanković, B. Majdanac        | Cvetak zanovetak          | 3:27                |
| 17.                 | „Ja još spavam u tvojoj majici‟         | Tradicional Grčka                | Ja još spavam             | 3:40                |
| 18.                 | „Neodoljiv-neumoljiv‟                   | A. Milić, M. Tucaković           | Emotivna luda             | 2:44                |
| 19.                 | „Neću da budem ko mašina‟               | A. Milić, M. Tucaković           | Ja još spavam             | 3:10                |
| 20.                 | „Kad bi bio ranjen‟                     | A. Milić, M. Tucaković           | Emotivna luda             | 3:45                |
| 21.                 | „Ustani, budi se‟                       | A. Milić, M. Tucaković           | Kukavica (glasbeni album) | 3:04                |
| Skupna dolžina:     | Skupna dolžina:                         | Skupna dolžina:                  | Skupna dolžina:           | 76:45               |

| CD različica (2009) | CD različica (2009)                      | CD različica (2009)                      | CD različica (2009)            | CD različica (2009) |
| Št.                 | Naslov                                   | Pisec                                    | Album                          | Dolžina             |
| ------------------- | ---------------------------------------- | ---------------------------------------- | ------------------------------ | ------------------- |
| 1.                  | „Beograd‟                                | A. Radulović, Tradicional                | Fatalna ljubav                 | 3:40                |
| 2.                  | „Znam‟                                   | Leo, Đokaj, Knez, Lj. Jovović            | Fatalna ljubav                 | 3:18                |
| 3.                  | „Fatalna ljubav‟                         | A. Radulović, M. Tucaković               | Fatalna ljubav                 | 3:38                |
| 4.                  | „Zaboravi‟                               | S. Veličković                            | Šta je to u tvojim venama      | 4:17                |
| 5.                  | „Popij me kao lek‟                       | A. Radulović, M. Tucaković               | Šta je to u tvojim venama      | 3:29                |
| 6.                  | „Šta je to u tvojim venama‟              | A. Radulović, M. Tucaković               | Šta je to u tvojim venama      | 3:20                |
| 7.                  | „Volela sam te...‟                       | M. Vukašinović                           | Ja još spavam                  | 3:45                |
| 8.                  | „Ne računaj na mene (duet Mira Škorić)‟  | A. Radulović, M. Tucaković               | Ja još spavam                  | 3:10                |
| 9.                  | „Ja još spavam u tvojoj majici‟          | Tradicional Grčka                        | Ja još spavam                  | 3:40                |
| 10.                 | „Neću da budem ko mašina‟                | A. Milić, M. Tucaković                   | Ja još spavam                  | 3:10                |
| 11.                 | „Ustani, budi se‟                        | A. Milić, M. Tucaković                   | Kukavica (glasbeni album)      | 3:04                |
| 12.                 | „Bruka‟                                  | A. Milić, M. Tucaković, Lj. Jorgovanović | Decenija                       | 3:18                |
| 13.                 | „Ko na grani jabuka (duet Željko Šašić)‟ | A. Radulović, M. Tucaković               | Gori more (Željko Šašić album) | 3:57                |
| 14.                 | „Zabranjeni grad‟                        | A. Milić, M. Tucaković, Lj. Jorgovanović | Decenija                       | 4:44                |
| 15.                 | „Ko nekad u 8‟                           | A. Radulović, M. Tucaković               | Ja još spavam                  | 3:18                |
| 16.                 | „Megamix‟                                | A. Radulović, M. Tucaković               | /                              | 11:08               |
| Skupna dolžina:     | Skupna dolžina:                          | Skupna dolžina:                          | Skupna dolžina:                | 64:37               |

## Naklada
Druga naklada glasbene kompilacije (iz leta 2009) je štela 5.000 izvodov. 
Tretja naklada glasbene kompilacije (iz leta 2012) je štela 50.000 izvodov. 

## Ostale informacije
- Glasbeni urednik: Vicko Milatović
- Glavni in odgovorni urednik: Nenad Raićević in Nenad Čajić
- Založba: Hi-fi centar, Beograd

## Zgodovina objave zgoščenke
| Država               | Datum | Založba      | Oblika |
| -------------------- | ----- | ------------ | ------ |
| Jugoslavija          | 2000  | Hi-fi centar | CD, MC |
| EU                   | 2000  | Hi-fi centar | CD     |
| Slovenija            | 2000  | Hi-fi centar | CD     |
| Hrvaška              | 2000  | Hi-fi centar | CD     |
| Makedonija           | 2000  | Hi-fi centar | CD, MC |
| Bosna in Hercegovina | 2000  | Hi-fi centar | CD, MC |